# Good! Afternoon
Good! Afternoon (jap. good! アフタヌーン Guddo! Afutanūn) – japoński magazyn z mangami seinen, wydawany od 7 listopada 2008 nakładem wydawnictwa Kōdansha. Początkowo ukazywał się jako dwumiesięcznik, jednakże w listopadzie 2012 magazyn zmienił cykl wydawniczy na miesięczny. Każdy numer zawiera zwykle około 25 opowiadań napisanych przez różnych artystów i liczy około 800 stron. Między 1 października 2018 a 30 września 2019 średni nakład czasopisma wynosił około 27 000 egzemplarzy.

## Wybrane serie
Opracowano na podstawie źródła.
- Ajin (Gamon Sakurai)
- Amaama to inazuma (Gido Amagakure)
- Grand Blue (Kenji Inoue i Kimitake Yoshioka)
- Hanebado! (Kōsuke Hamada)
- Jūō mujin no Fafnir (Saburouta)
- Łowcy smoków (Taku Kuwabara)[5]
- Otonari ni ginga (Gido Amagakure)
- Wielki strażnik biblioteki (Mitsu Izumi)[6]
- Witchcraft Works (Ryū Mizunagi)